# Паломино (виноград)
Паломино (исп. Palomino) — технический (винный) сорт винограда, андалусиийского происхождения, используемый в Испании и Португалии для производства белых вин. Основной сорт, идущий на изготовление (испанского) хереса.

## Распространение
Сорт выращивают в основном в испанских регионах Андалусия и Галисия, а также на Канарских островах, где он называется «Листан Бланко», и в португальском регионе Дору, где он называется королевской мальвазией (порт. Malvasia Rei). За пределами Испании выращивается в США (Калифорния), Австралии, Южной Америке, Южной Африке.

## Характеристики сорта
Сорт демонстрирует хорошие результаты на меловых и известняковых почвах. Сок обладает низкой кислотностью, поэтому этот виноград плохо подходит для производства сухих вин. Листья средние, округлые, воронковидные, пятилопастные, глубокорассечённые, сетчато-морщинистые, снизу сильно опушённые. Цветок двухполый. Грозди большие, конические, имеют крылья, средней плотности. Ягоды средние, округлые, зеленовато-жёлтые, с розовым оттенком при полном созревании. Кожица толстая, крепкая, покрыта слабым слоем кутина. Мякоть мясистая. Период начала распускания почек — 150—170 дней при сумме активных температур 3000-3350°C. Кусты сильнорослые. Созревание побегов хорошее. Урожайность 120-200 центнеров с гектара. Устойчивость к морозам низкая, к грибковым болезням — средняя.

## Характеристики вина

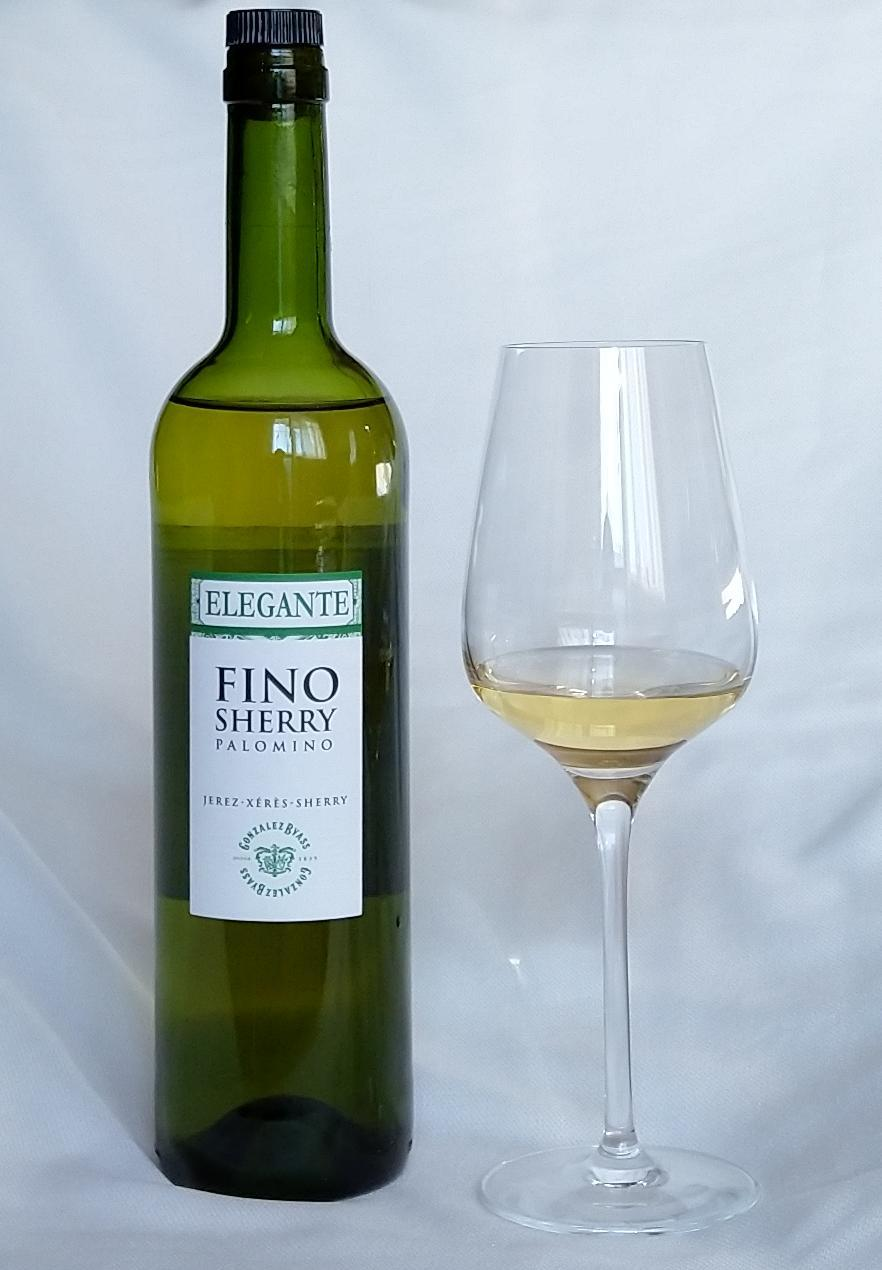
Херес из паломино

Из паломино производят сухие хересы. Также может использоваться в купаже с сортом Педро Хименес для производства более сладкого хереса. В ЮАР паломино используют для производства бренди. Сухой херес используется как аперитив, хорошо сочетается с блюдами из морепродуктов и сырами.

## Синонимы
Паломино имеет две мутации, генетически неразличимые на 2023 год, — Паломино Фино и Паломино де Херес, он же Паломино Басто. А вот чёрный сорт Паломино Негро не имеет прямого родства с Паломино, что было установлено благодаря генетическим исследованиям швейцарского ампелографа Жозе Вуйямо, хотя дальнее родство пока не исключено.
Как многие старые сорта, обладает огромным количеством синонимов. В базе VIVC приводится около полутора сотен названий для Паломино Фино и Паломино де Херес, среди которых Паломино, Листан Бланко, Каталон зимний, Лакет и многие другие.